# Ажитация
Ажитация е силна емоционална възбуда, съпроводена с чувство на тревога и страх. При ажитацията се наблюдават двигателни и речеви смущения, често неосъзнати. Човек в такова състояние обичайно се засуетява и е способен да изпълнява само прости автоматизирани действия. В него се появяват усещане за пустота и отсъствие на мисли, нарушава се възможността за разсъждение и установяването на сложни причинни връзки между явленията.
Даденото състояние се съпровожда от вегетативни нарушения: пребледняване, учестено дишане, сърцебиене, потене, треперене на ръцете и други. Ажитацията се оценява като почти патологично състояние, но в граничите на психологическата норма.
Ажитацията се наблюдава и при много душевни заболявания (кататонна шизофрения, тревожна невроза). Също така може да възникне при алкохолно или наркотично опиянение.